# Fußball-Weltmeisterschaft 2006/Gruppe E
Resultate der Gruppe E der Fußball-Weltmeisterschaft 2006:
| Pl. | Land       | Sp. | S | U | N | Tore    | Diff. | Punkte |
| --- | ---------- | --- | - | - | - | ------- | ----- | ------ |
| 1.  | Italien    | 3   | 2 | 1 | 0 | 005:100 | +4    | 07     |
| 2.  | Ghana      | 3   | 2 | 0 | 1 | 004:300 | +1    | 06     |
| 3.  | Tschechien | 3   | 1 | 0 | 2 | 003:400 | −1    | 03     |
| 4.  | USA        | 3   | 0 | 1 | 2 | 002:600 | −4    | 01     |

## USA – Tschechien 0:3 (0:2)
| USA                                                                                 | USA | Tschechien | Tschechien | Aufstellung                      |
| ----------------------------------------------------------------------------------- | --- | --- | ---------- | -------------------------------- |
| USA                                                                                 | \| Montag, 12. Juni 2006 um 18:00 Uhr in Gelsenkirchen (Veltins-Arena) \| \| Zuschauer: 48.426 (ausverkauft) (Presse-Angabe); 52.000 (ausverkauft) (FIFA-Angabe) \| \| Schiedsrichter: Carlos Amarilla ( Paraguay) \| \| Spielbericht \|                    | \| Montag, 12. Juni 2006 um 18:00 Uhr in Gelsenkirchen (Veltins-Arena) \| \| Zuschauer: 48.426 (ausverkauft) (Presse-Angabe); 52.000 (ausverkauft) (FIFA-Angabe) \| \| Schiedsrichter: Carlos Amarilla ( Paraguay) \| \| Spielbericht \|                         | Tschechien | Aufstellung USA gegen Tschechien |
| USA                                                                                 | Kasey Keller – Steven Cherundolo (46. John O’Brien), Eddie Pope, Oguchi Onyewu, Eddie Lewis – Pablo Mastroeni (46. Eddie Johnson), Claudio Reyna – DaMarcus Beasley, Landon Donovan, Bobby Convey – Brian McBride (77. Josh Wolff) Cheftrainer: Bruce Arena | Petr Čech – Zdeněk Grygera, David Rozehnal, Tomáš Ujfaluši, Marek Jankulovski – Tomáš Galásek , Tomáš Rosický (86. Jiří Štajner), Pavel Nedvěd, Karel Poborský (82. Jan Polák), Jaroslav Plašil – Jan Koller (45. Vratislav Lokvenc) Cheftrainer: Karel Brückner | Tschechien | Aufstellung USA gegen Tschechien |
| USA                                                                                 | 0:1 Koller (5.) 0:2 Rosický (36.) 0:3 Rosický (76.) | | Tschechien | Aufstellung USA gegen Tschechien |
| USA                                                                                 | Onyewu (5.), Reyna (60.) | Rozehnal (16.), Lokvenc (59.), Rosický (81.), Grygera (88.) | Tschechien | Aufstellung USA gegen Tschechien |
| USA                                                                                 | Spieler des Spiels: Tomáš Rosický (Tschechien) | | Tschechien | Aufstellung USA gegen Tschechien |
| Montag, 12. Juni 2006 um 18:00 Uhr in Gelsenkirchen (Veltins-Arena)                 | | |            |                                  |
| Zuschauer: 48.426 (ausverkauft) (Presse-Angabe); 52.000 (ausverkauft) (FIFA-Angabe) | | |            |                                  |
| Schiedsrichter: Carlos Amarilla ( Paraguay)                                         | | |            |                                  |
| Spielbericht                                                                        | | |            |                                  |

## Italien – Ghana 2:0 (1:0)
| Italien                                                    | Italien | Ghana | Ghana | Aufstellung                     |
| ---------------------------------------------------------- | --- | --- | ----- | ------------------------------- |
| Italien                                                    | \| Montag, 12. Juni 2006 um 21:00 Uhr in Hannover (AWD-Arena) \| \| Zuschauer: 43.000 (ausverkauft) \| \| Schiedsrichter: Carlos Simon ( Brasilien) \| \| Spielbericht \| | \| Montag, 12. Juni 2006 um 21:00 Uhr in Hannover (AWD-Arena) \| \| Zuschauer: 43.000 (ausverkauft) \| \| Schiedsrichter: Carlos Simon ( Brasilien) \| \| Spielbericht \| | Ghana | Aufstellung Italien gegen Ghana |
| Italien                                                    | Gianluigi Buffon – Cristian Zaccardo, Alessandro Nesta, Fabio Cannavaro , Fabio Grosso – Simone Perrotta, Andrea Pirlo, Daniele De Rossi – Francesco Totti (56. Mauro Camoranesi) – Luca Toni (82. Alessandro Del Piero), Alberto Gilardino (64. Vincenzo Iaquinta) Cheftrainer: Marcello Lippi | Richard Kingson – John Paintsil, Samuel Kuffour, John Mensah, Emmanuel Pappoe (46. Illiasu Shilla) – Sulley Muntari, Michael Essien, Stephen Appiah , Eric Addo – Asamoah Gyan (89. Alexander Tachie-Mensah), Matthew Amoah (68. Razak Pimpong) Cheftrainer: Ratomir Dujković ( Serbien) | Ghana | Aufstellung Italien gegen Ghana |
| Italien                                                    | 1:0 Pirlo (40.) 2:0 Iaquinta (83.) | | Ghana | Aufstellung Italien gegen Ghana |
| Italien                                                    | De Rossi (10.), Camoranesi (62.), Iaquinta (87.) | Muntari (41.), Gyan (65.) | Ghana | Aufstellung Italien gegen Ghana |
| Italien                                                    | - für Ghana war es der erste Auftritt bei einer Weltmeisterschaft | | Ghana | Aufstellung Italien gegen Ghana |
| Italien                                                    | Spieler des Spiels: Andrea Pirlo (Italien) | | Ghana | Aufstellung Italien gegen Ghana |
| Montag, 12. Juni 2006 um 21:00 Uhr in Hannover (AWD-Arena) | | |       |                                 |
| Zuschauer: 43.000 (ausverkauft)                            | | |       |                                 |
| Schiedsrichter: Carlos Simon ( Brasilien)                  | | |       |                                 |
| Spielbericht                                               | | |       |                                 |

## Tschechien – Ghana 0:2 (0:1)
| Tschechien                                                        | Tschechien | Ghana | Ghana | Aufstellung                        |
| ----------------------------------------------------------------- | --- | --- | ----- | ---------------------------------- |
| Tschechien                                                        | \| Samstag, 17. Juni 2006 um 18:00 Uhr in Köln (Rheinenergiestadion) \| \| Zuschauer: 45.000 (ausverkauft) \| \| Schiedsrichter: Horacio Elizondo ( Argentinien) \| \| Spielbericht \|                                                                             | \| Samstag, 17. Juni 2006 um 18:00 Uhr in Köln (Rheinenergiestadion) \| \| Zuschauer: 45.000 (ausverkauft) \| \| Schiedsrichter: Horacio Elizondo ( Argentinien) \| \| Spielbericht \|                                                                                  | Ghana | Aufstellung Tschechien gegen Ghana |
| Tschechien                                                        | Petr Čech – Zdeněk Grygera, David Rozehnal, Tomáš Ujfaluši, Marek Jankulovski – Tomáš Galásek (46. Jan Polák) – Karel Poborský (55. Jiří Štajner), Tomáš Rosický, Pavel Nedvěd, Jaroslav Plašil (68. Libor Sionko) – Vratislav Lokvenc Cheftrainer: Karel Brückner | Richard Kingson – John Paintsil, John Mensah, Habib Mohamed, Illiasu Shilla – Otto Addo (46. Derek Boateng), Stephen Appiah , Michael Essien, Sulley Muntari – Matthew Amoah (80. Eric Addo), Asamoah Gyan (86. Razak Pimpong) Cheftrainer: Ratomir Dujković ( Serbien) | Ghana | Aufstellung Tschechien gegen Ghana |
| Tschechien                                                        | 0:1 Gyan (2.) 0:2 Muntari (82.) | | Ghana | Aufstellung Tschechien gegen Ghana |
| Tschechien                                                        | Lokvenc (49.) | O. Addo (18.), Essien (37.), Gyan (66.), Boateng (75.), Muntari (84.), Mohamed (90.+3') | Ghana | Aufstellung Tschechien gegen Ghana |
| Tschechien                                                        | Ujfaluši (65., Notbremse) | | Ghana | Aufstellung Tschechien gegen Ghana |
| Tschechien                                                        | Gyan schießt Foulelfmeter an den Pfosten (67.) | | Ghana | Aufstellung Tschechien gegen Ghana |
| Tschechien                                                        | Spieler des Spiels: Michael Essien (Ghana) | | Ghana | Aufstellung Tschechien gegen Ghana |
| Samstag, 17. Juni 2006 um 18:00 Uhr in Köln (Rheinenergiestadion) | | |       |                                    |
| Zuschauer: 45.000 (ausverkauft)                                   | | |       |                                    |
| Schiedsrichter: Horacio Elizondo ( Argentinien)                   | | |       |                                    |
| Spielbericht                                                      | | |       |                                    |

Besonderheiten:
- Gyan schießt nach 67 Sekunden das schnellste Tor dieser WM. Es war zugleich das erste in Ghanas WM-Geschichte
- Ghana holt den ersten Sieg einer afrikanischen Mannschaft bei der Fußball-WM 2006

## Italien – USA 1:1 (1:1)
| Italien                                                                      | Italien | USA | USA | Aufstellung                   |
| ---------------------------------------------------------------------------- | --- | --- | --- | ----------------------------- |
| Italien                                                                      | \| Samstag, 17. Juni 2006 um 21:00 Uhr in Kaiserslautern (Fritz-Walter-Stadion) \| \| Zuschauer: 46.000 (ausverkauft) \| \| Schiedsrichter: Jorge Larrionda ( Uruguay) \| \| Spielbericht \| | \| Samstag, 17. Juni 2006 um 21:00 Uhr in Kaiserslautern (Fritz-Walter-Stadion) \| \| Zuschauer: 46.000 (ausverkauft) \| \| Schiedsrichter: Jorge Larrionda ( Uruguay) \| \| Spielbericht \|                                                    | USA | Aufstellung Italien gegen USA |
| Italien                                                                      | Gianluigi Buffon – Cristian Zaccardo (54. Alessandro Del Piero), Alessandro Nesta, Fabio Cannavaro , Gianluca Zambrotta – Simone Perrotta, Andrea Pirlo, Daniele De Rossi – Francesco Totti (35. Gennaro Gattuso) – Alberto Gilardino, Luca Toni (61. Vincenzo Iaquinta) Cheftrainer: Marcello Lippi | Kasey Keller – Steven Cherundolo, Eddie Pope, Oguchi Onyewu, Carlos Bocanegra – Pablo Mastroeni, Claudio Reyna – Clint Dempsey (62. DaMarcus Beasley) – Bobby Convey (52. Jimmy Conrad), Landon Donovan, Brian McBride Cheftrainer: Bruce Arena | USA | Aufstellung Italien gegen USA |
| Italien                                                                      | 1:0 Gilardino (22.) | 1:1 Zaccardo (27., Eigentor) | USA | Aufstellung Italien gegen USA |
| Italien                                                                      | Totti (5.), Zambrotta (70.) | Pope (21.) | USA | Aufstellung Italien gegen USA |
| Italien                                                                      | Pope (47., wiederholtes Foulspiel) | | USA | Aufstellung Italien gegen USA |
| Italien                                                                      | De Rossi (28., Tätlichkeit) | Mastroeni (45., grobes Foulspiel) | USA | Aufstellung Italien gegen USA |
| Italien                                                                      | Spieler des Spiels: Kasey Keller (USA) | | USA | Aufstellung Italien gegen USA |
| Samstag, 17. Juni 2006 um 21:00 Uhr in Kaiserslautern (Fritz-Walter-Stadion) | | |     |                               |
| Zuschauer: 46.000 (ausverkauft)                                              | | |     |                               |
| Schiedsrichter: Jorge Larrionda ( Uruguay)                                   | | |     |                               |
| Spielbericht                                                                 | | |     |                               |

Besonderheiten:
- vor dem Spiel gab es eine Schweigeminute für den am 17. Juni 2002 verstorbenen Fritz Walter
- drei Platzverweise in einem Spiel stellten den WM-Rekord ein; dies gab es zuvor schon bei den Weltmeisterschaften 1938, 1954 und 1998

## Tschechien – Italien 0:2 (0:1)
| Tschechien                                                           | Tschechien | Italien | Italien | Aufstellung                          |
| -------------------------------------------------------------------- | --- | --- | ------- | ------------------------------------ |
| Tschechien                                                           | \| Donnerstag, 22. Juni 2006 um 16:00 Uhr in Hamburg (Volksparkstadion) \| \| Zuschauer: 50.000 (ausverkauft) \| \| Schiedsrichter: Benito Archundia ( Mexiko) \| \| Spielbericht \|                                                                         | \| Donnerstag, 22. Juni 2006 um 16:00 Uhr in Hamburg (Volksparkstadion) \| \| Zuschauer: 50.000 (ausverkauft) \| \| Schiedsrichter: Benito Archundia ( Mexiko) \| \| Spielbericht \| | Italien | Aufstellung Tschechien gegen Italien |
| Tschechien                                                           | Petr Čech – Zdeněk Grygera, David Rozehnal, Radoslav Kováč (78. Marek Heinz), Marek Jankulovski – Jan Polák – Karel Poborský (46. Jiří Štajner), Tomáš Rosický, Pavel Nedvěd , Jaroslav Plašil – Milan Baroš (64. David Jarolím) Cheftrainer: Karel Brückner | Gianluigi Buffon – Gianluca Zambrotta, Alessandro Nesta (17. Marco Materazzi), Fabio Cannavaro , Fabio Grosso – Gennaro Gattuso, Simone Perrotta, Andrea Pirlo, Mauro Camoranesi (74. Simone Barone) – Francesco Totti, Alberto Gilardino (60. Filippo Inzaghi) Cheftrainer: Marcello Lippi | Italien | Aufstellung Tschechien gegen Italien |
| Tschechien                                                           | 0:1 Materazzi (26.) 0:2 Inzaghi (87.) | | Italien | Aufstellung Tschechien gegen Italien |
| Tschechien                                                           | Polák (35.) | Gattuso (31.) | Italien | Aufstellung Tschechien gegen Italien |
| Tschechien                                                           | Polák (45.+2', wiederholtes Foulspiel) | | Italien | Aufstellung Tschechien gegen Italien |
| Tschechien                                                           | Spieler des Spiels: Marco Materazzi (Italien) | | Italien | Aufstellung Tschechien gegen Italien |
| Donnerstag, 22. Juni 2006 um 16:00 Uhr in Hamburg (Volksparkstadion) | | |         |                                      |
| Zuschauer: 50.000 (ausverkauft)                                      | | |         |                                      |
| Schiedsrichter: Benito Archundia ( Mexiko)                           | | |         |                                      |
| Spielbericht                                                         | | |         |                                      |

## Ghana – USA 2:1 (2:1)
| Ghana                                                               | Ghana | USA | USA | Aufstellung                 |
| ------------------------------------------------------------------- | --- | --- | --- | --------------------------- |
| Ghana                                                               | \| Donnerstag, 22. Juni 2006 um 16:00 Uhr in Nürnberg (Frankenstadion) \| \| Zuschauer: 41.000 (ausverkauft) \| \| Schiedsrichter: Markus Merk ( Deutschland) \| \| Spielbericht \|                                                                                                | \| Donnerstag, 22. Juni 2006 um 16:00 Uhr in Nürnberg (Frankenstadion) \| \| Zuschauer: 41.000 (ausverkauft) \| \| Schiedsrichter: Markus Merk ( Deutschland) \| \| Spielbericht \|                                                                            | USA | Aufstellung Ghana gegen USA |
| Ghana                                                               | Richard Kingson – John Paintsil, John Mensah, Illiasu Shilla, Habib Mohamed – Derek Boateng (46. Otto Addo), Michael Essien, Stephen Appiah , Haminu Dramani (80. Alexander Tachie-Mensah) – Matthew Amoah (59. Eric Addo), Razak Pimpong Cheftrainer: Ratomir Dujković ( Serbien) | Kasey Keller – Steven Cherundolo (61. Eddie Johnson), Oguchi Onyewu, Jimmy Conrad, Carlos Bocanegra – Claudio Reyna (40. Ben Olsen) – Clint Dempsey, Landon Donovan, DaMarcus Beasley, Eddie Lewis (74. Bobby Convey) – Brian McBride Cheftrainer: Bruce Arena | USA | Aufstellung Ghana gegen USA |
| Ghana                                                               | 1:0 Dramani (23.) 2:1 Appiah (45.+2', Foulelfmeter) | 1:1 Dempsey (44.) | USA | Aufstellung Ghana gegen USA |
| Ghana                                                               | Essien (5.), Illiasu (32.), Mensah (81.), Appiah (90.+1') | Lewis (7.) | USA | Aufstellung Ghana gegen USA |
| Ghana                                                               | Spieler des Spiels: Stephen Appiah (Ghana) | | USA | Aufstellung Ghana gegen USA |
| Donnerstag, 22. Juni 2006 um 16:00 Uhr in Nürnberg (Frankenstadion) | | |     |                             |
| Zuschauer: 41.000 (ausverkauft)                                     | | |     |                             |
| Schiedsrichter: Markus Merk ( Deutschland)                          | | |     |                             |
| Spielbericht                                                        | | |     |                             |